# Кумар, Правин
Правин Кумар (род. 15 мая 2003) — индийский паралимпиец-легкоатлет, прыгун в высоту. Серебряный призёр Паралимпийских игр в Токио. Выступает в классе T44.

## Биография
Правин Кумар родился 15 мая 2003 года. С рождения страдает заболеванием костей левой ноги. Начал заниматься спортом в 2019 году.
Живёт в деревне Говиндгарх неподалёку от  Ноиды, штат Уттар-Прадеш.
Учится в колледже Мотилала Неру.

## Карьера
Правин Кумар тренируется под руководством Сатьяпала Сингха.
Индийский прыгун в высоту выступал в 2019 году на паралимпийском чемпионате мира в Дубае в классе T64 и занял четвёртое место с прыжком на 1,92 метра.
Кумар получил право участвовать на Паралимпиаде в Токио, но из-за пандемии коронавируса Игры были перенесены на год. Индиец отмечал, что это сказалось на его форме, «отбросило назад». В частности, он не мог видеться со своим тренером Сатьяпалом Сингхом, но всё же считает, что проведение времени с семьёй — это единственный плюс от изоляции. Тренировался в домашних условиях, причём для того, чтобы наносить меньший удар коленям при приземлении, решил выкопать яму и засыпать её мягким грунтом.
Правин Кумар принял участие на Паралимпийских играх в Токио в 2021 году, где завоевал серебряную медаль в классе T44. На соревнованиях он установил континентальный рекорд, преодолев высоту 2,07 метра со второй попытки. Он уступил чемпиону Джонатану Бруму-Эдвардсу три сантиметра.